# Sailor Moon R: A rózsa ígérete
A Sailor Moon R: A rózsa ígérete (劇場版 美少女戦士セーラームーンＲ) az első a három, mozikban is vetített Sailor Moon-film közül. 1993 decemberében kezdték el vetíteni a japán mozikban. Nevét az anime második évada alapján kapta, és azzal egy időben debütált. Noha a történet teljesen más, mint a sorozaté, kronológiailag nagyjából beilleszthető az időrendbe (kb. a 75. és a 80. rész között játszódhat: Csibiusza már ismeri a harcosok identitását, Mamoru és Uszagi pedig újra összejöttek).
Magyar szinkronját 2012-ben készítette el a NovaVoice Studio.

## Cselekmény
A film a harcosok rövid bemutatásával kezdődik. Ezután a fiatal Mamorut láthatjuk egy kórház tetején, ahogy egy másik kisfiúnak ad egy szál rózsát. A fiú nagyon boldog, mert még senki nem adott neki ilyen szép ajándékot, majd (mivel kiderül, hogy ő egy idegen lény) elmegy a világűrbe, de megígéri, hogy egyszer visszatér, és elhozza Mamorunak a legszebb virágot, amit talál.
A jelenben a holdharcosok épp egy botanikus kertben múlatják az időt, amikor egyszerre az égből virágsziromeső kezd el hullani. Ugyanekkor megjelenik egy Mamoruval nagyjából egyidős fiatalember, aki nagyon örül, hogy újra találkozhatnak (bár Mamoru nem emlékszik rá). Uszagit zavarja a bizalmaskodása, ám az illető váratlanul agresszív lesz. Fellöki Uszagit, majd elmegy, de előbb még kijelenti, hogy senki nem akadályozhatja meg, hogy betartsa az ígéretét.
Mamoru hamarosan rájön, hogy az illető Fiore, a lény, akivel gyerekkorában találkozott. Mindeközben egy aszteroida jelenik meg a Föld vonzáskörzetében, Luna és Artemisz szerint pedig értelmes élet van rajta. Fiore a Földre küld egy szörnyet, hogy gyűjtse be az emberek energiáját. A lányoknak holdharcosokká kell változniuk, hogy felvegyék vele a harcot. Miután végeznek vele, Fiore megjelenik, mellén egy különös virággal. Hatalmas erejével harcképtelenné teszi a harcosokat, ám az Álarcos Férfi hamarosan megjelenik, és arra kéri Fiorét, hogy ne harcoljon tovább. A virág azonban elveszi Fiore eszét és rátámad Sailor Moon-ra. Az Álarcos Férfi azonban megvédi őt, de ennek árán súlyosan megsérül. Fiore, aki képtelen lenne ártani Mamorunak, magával viszi őt az aszteroidára, ahol egy folyadékkal teli tartályban visszaadja az életerejét.
Hamarosan kiderül, hogy a virág, amely irányítja Fiorét, nagyon veszélyes. Az a motiváció mozgatja most már, hogy elpusztítsa a földlakókat, akik olyan sokat ártottak Mamorunak. Sailor Moon nem akarja, hogy a csapat utánamenjen az aszteroidára, mert nem szeretné, ha úgy járnának, mint Mamoru. De Csibiusza biztatására végül mégis meggondolja magát.
Az aszteroidán Fiore felfedi a holdharcosoknak, hogy az a terve, hogy rengeteg virágával elszívja az összes ember energiáját. A harcosok megküzdenek a virágszörnyekkel, Fiore pedig követeli Sailor Moon-tól, hogy dobja el a fegyverét. A harcosok hiába győzködik, mégis leteszi, és heves érzelemkitörést él át. Fiore ezt látva egy pillanatig elbizonytalanodik, de aztán a virág újra átveszi felette az uralmat, és elkezdi elszívni Sailor Moon energiáját.
Időközben Mamoru kiszabadul, és elindul a harcosok segítségére. Fiore azzal vádolja Sailor Moon-t, hogy nem tudja, milyen érzés egyedül lenni. A holdharcosok azonban azt mondják neki, hogy Uszagi nélkül ők is nagyon egyedül lennének. Közben Mamoru is megérkezik, és eldob egy rózsát, melynek segítségével a gonosz virág befolyása megszűnik. Fiore úgy érzi, Mamoru elárulta őt, és az aszteroida egyre közelebb kerül a Földhöz. Uszagi az Ezüstkristályt akarja használni a bolygó megmentésére, de Fiore megakadályozza ebben. Ám végül teljesen megváltozik a véleménye, amikor rájön, hogy a virágot, amelyet ő kapott Mamorutól, Mamoru a kórházban Uszagitól kapta. Fiore végül a virággal együtt eltűnik, a harcosok pedig együttes energiájukkal megakadályozzák a kisbolygó Földbe csapódását. Az Ezüstkristály azonban széttörik, Uszagi pedig meghal. Váratlanul megjelenik azonban Fiore, aki saját életenergiájából adva feltámasztja őt és a kristályt. A bolygó és a harcosok megmenekülnek, Fiore pedig visszatér az űrbe.

## Új szereplők

### Fiore
Fiore (フィオレ) a film tulajdonképpeni főgonosza. Egy magányos idegen lény, aki nagyon szoros barátságba került gyerekkorában Mamoruval, és egész életében a tökéletesen szép virágot kereste az űrben, hogy visszaadhassa az ajándékot, amit tőle kapott. Az általa talált virág azonban teljesen elvette az eszét. Fiore karaktere rendkívül hasonlít Ail és An karakterére az anime második évadának elejéből.

### Idegen virág
Az idegen virág (キセニアン, Kiszénian)egy idegen növény. Túlélése érdekében bolygókat és csillagokat pusztít el. Önmagában erőtlen, szüksége van egy gazdatestre, amelyet irányíthat. Ez jellemzően egy sebezhető lelkű alany, akinek a szívét sikeresen meg tudja tölteni gyűlölettel. Amint sikerül elérnie a célját és elpusztítani egy világot, a virág nyugalmi állapotba kerül és várja a következő áldozatát.

## Make Up! Sailor Senshi
A japán mozikban a film előtt egy 15 perces extra videót játszottak le, mely tulajdonképpen arról szól, hogy eldöntsék, ki a legnagyszerűbb holdharcos az összes közül.

## Szereplők
| Főszereplő                 | Japán hang        | Magyar hang                          |
| -------------------------- | ----------------- | ------------------------------------ |
| Sailor Moon/Cukino Uszagi  | Micuisi Kotono    | Szabó Luca                           |
| Álarcos Férfi/Csiba Mamoru | Furuja Tóru       | Ropog József                         |
| Sailor Mercury/Mizuno Ami  | Hikaszava Aja     | Mérey Lilla                          |
| Sailor Mars/Hino Rei       | Tomizava Micsie   | Dögei Éva                            |
| Sailor Jupiter/Kino Makoto | Sinóhara Emi      | Németh Csilla                        |
| Sailor Venus/Aino Minako   | Fukami Rika       | Molnár Ilona                         |
| Csibiusza                  | Araki Kae         | Kiss Bernadett                       |
| Luna                       | Han Keiko         | Andrádi Zsanett                      |
| Artemisz                   | Takato Jaszuhiro  | File Csaba                           |
| Fiore                      | Midorikava Hikaru | Nikas Dániel                         |
| Idegen virág               | Tóma Jumi         | Mohácsi Nóra                         |
| Mamoru (gyerek)            | Ogata Megumi      | Boldog Gábor                         |
| Fiore (gyerek)             | Maruo Tomoko      |                                      |
| Híradós                    | Oba Mahito        | Presits Tamás                        |
| Orvos                      |                   | Presits Tamás                        |
| Vágyvirágok                |                   | Bányoczky Nóra                       |
| Zombik és tanulók          |                   | Rónaszéki Boglárka és Nagy Ádám Márk |